# Janet Margolin
Pour les articles homonymes, voir Margolin.
Janet Margolin, née le 25 juillet 1943 à New York, (État de New York, États-Unis) et morte le 17 décembre 1993 à Los Angeles (Californie, États-Unis), est une actrice américaine.

## Biographie
Dans le début des années 1970, elle fréquente abondamment la maison où vivent Jennifer Salt et Margot Kidder avec qui elle est amie et où se retrouvent plusieurs réalisateurs, scénaristes et acteurs du Nouvel Hollywood, partageant avec eux l'esprit de liberté des années 1970.
Elle a été mariée à l'acteur et réalisateur Ted Wass de 1979 à 1993, ils ont eu deux enfants, Julian et Matilda.
Elle est décédée d'un cancer de l'ovaire à l'âge de 50 ans le 17 décembre 1993 à Los Angeles en Californie. Elle est enterrée au Westwood Village Memorial Park Cemetery de Los Angeles.

## Filmographie
- 1962 : David et Lisa (David and Lisa) de Frank Perry : Lisa Brandt
- 1964 : El Ojo de la cerradura : Inés
- 1965 : La Plus Grande Histoire jamais contée (The Greatest Story Ever Told) de George Stevens : Mary of Bethany
- 1965 : Fièvre sur la ville (Bus Riley's Back in Town) de Harvey Hart : Judy
- 1965 : Morituri de Bernhard Wicki : Esther Levy
- 1966 : Nevada Smith de Henry Hathaway : Neesa
- 1966 : Ten Blocks on the Camino Real (TV) : Esmerelda
- 1967 : Enter Laughing de Carl Reiner : Wanda
- 1968 : Buona sera Madame Campbell (Buona Sera, Mrs. Campbell) de Melvin Frank : Gia Campbell
- 1969 : Prends l'oseille et tire-toi (Take the Money and Run) de Woody Allen : Louise
- 1971 : 1994: Un enfant, un seul (The Last Child) (TV) : Karen Miller
- 1972 : Family Flight (TV) : Carol Rutledge
- 1973 : Your Three Minutes Are Up de Douglas N. Schwartz : Betty
- 1974 : Pray for the Wildcats (TV) : Krissie Kincaid
- 1974 : Planète Terre (TV) : Harper-Smythe
- 1976 : Lanigan's Rabbi (TV) : Miriam Small
- 1977 : Lanigan's Rabbi (série TV) : Miriam Small
- 1977 : Martinelli, Outside Man (TV)
- 1977 : Annie Hall de Woody Allen : Robin
- 1977 : Murder in Peyton Place (TV) : Betty Anderson Roerick
- 1977 : Sharon: Portrait of a Mistress (TV) : Carol
- 1977 : Starsky & Hutch - Saison 3 : L'épidémie (1ère et 2ème partie) (TV) : Dr Judith Kaufman
- 1979 : The Triangle Factory Fire Scandal (TV) : Rose
- 1979 : Meurtres en cascade (Last Embrace) de Jonathan Demme : Ellie Fabian
- 1980 : The Plutonium Incident (TV) : Judith Longden
- 1987 : Tonight's the Night (TV) : Chris
- 1988 : Distant Thunder de Rick Rosenthal : Barbara Lambert
- 1989 : SOS Fantômes 2 (Ghostbusters II) de Ivan Reitman : The Prosecutor
- 1990 : Columbo - Meurtre en deux temps (Columbo: Murder in Malibu) (TV) : Theresa Goren
- 1990 : Murder C.O.D. (TV) : Maye Walsh